# Damiano David
Damiano David (Roma, 8 de enero de 1999) es un cantante, compositor e influencer italiano conocido por haber sido el vocalista de la banda de rock italiana Måneskin, que ganó el Festival de Música de Sanremo 2021 y el Festival de la Canción de Eurovisión 2021 (como representante de Italia en este último) con la canción «Zitti e buoni».

## Carrera
Damiano nació en Roma, Italia, hijo de asistentes de vuelo. Debido a la naturaleza del trabajo de sus padres, él y su hermano Jacopo David viajaron por todo el mundo desde una edad temprana.
Conoció a Victoria De Angelis y Thomas Raggi, futuros miembros de la banda de Måneskin, en secundaria. Estudió en el liceo lingüístico Eugenio Montale de Roma, pero no completó el bachillerato y se dedicó a su carrera musical. Cuando se presentó para el puesto de vocalista de Måneskin, en un primer momento fue rechazado por Victoria porque su estilo se consideró "demasiado pop", pero su insistencia en estar en la banda finalmente hizo que lo aceptaran. David pronto cambió su comportamiento y estilo, especialmente en el escenario; aprendió a expresarse libremente, además de ganar confianza con su sexualidad. Empezaron tocando como músicos callejeros en las calles de Roma, y en 2017 la banda saltó a la fama cuando terminaron segundos en la undécima temporada del concurso de talentos Factor X. La banda tuvo un gran debut con el álbum de estudio Il ballo della vita y la gira en 2018 y 2019. En 2021 sacaron su segundo álbum de estudio, Teatro d'ira: Vol. I. Y en 2023 Rush!.
Después de su victoria en el Festival de la Canción de Eurovisión 2021 fue acusado de consumir drogas durante la final. Ante la polémica, se sometió voluntariamente a un test de drogas, cuyo resultado fue negativo. Damiano y sus compañeros de banda han manifestado que están en contra de las drogas. El mismo Damiano afirmó en una entrevista para Vogue Italia que "no estamos cayendo en el estereotipo de la estrella de rock alcohólica y drogada". Él cree que la creatividad proviene de una mente "sana, entrenada y lúcida", y es contradictorio tratar de expresar verdaderamente "nuestro yo uniéndonos a algo que en cambio nos hace dependientes, esclavos", refiriéndose también al club de los 27.
El 27 de septiembre de 2024 empezó su carrera como solista con su canción Silverlines, producida por Labrinth, más tarde lanzaría su próxima canción llamada Born With a Broken Heart. Ambas canciones forman parte de su nuevo álbum, FUNNY little FEARS, el cual se lanzó en 2025. Aunque esté centrado en sus proyectos en solitario, el artista italiano ha confirmado en repetidas ocasiones que no se separará la banda y que pronto volverán con nuevos proyectos e ideas.

## Vida personal
Se ha descrito a sí mismo como heterosexual. A inicios de 2021 confirmó una relación de 4 años con la modelo italiana Giorgia Soleri. Acabaron su relación en junio de 2023. Desde a finales de ese mismo año mantiene otra relacióncon la cantante y actriz estadounidense Dove Cameron.
Habla inglés y español con fluidez.

## Discografía

### Álbumes
- Funny Little Fears (2025)

### Sencillos
| Sencillo                   | Año  | Mejor Posición | Mejor Posición | Mejor Posición | Mejor Posición | Mejor Posición | Certificaciones | Álbum              |
| Sencillo                   | Año  | ITA            | BEL (FL)       | CAN            | FRA            | SWI            | Certificaciones | Álbum              |
| -------------------------- | ---- | -------------- | -------------- | -------------- | -------------- | -------------- | --------------- | ------------------ |
| "Silverlines"              | 2024 | 85             | —              | —              | —              | —              |                 | Funny Little Fears |
| "Born with a Broken Heart" | 2024 | 24             | 4              | 95             | 21             | 54             | - SNEP: Oro     | Funny Little Fears |
| "Next Summer"              | 2025 | 50             | —              | —              | 72             | 60             |                 | Funny Little Fears |
| "Voices"                   | 2025 | —              | —              | —              | —              | —              |                 | Funny Little Fears |

## Filmografía
| Año  | Título  | Papel         | Notas                                             |
| ---- | ------- | ------------- | ------------------------------------------------- |
| 2021 | Cruella | Jeffrey (voz) | Dobló al actor John McCrea en el doblaje italiano |